# Nombres 900 à 999
Pour les années, voir  900, 900 av. J.-C., Xe siècle et Xe siècle av. J.-C.
Cet article recense les nombres entiers allant de 900 (neuf cents) à 999 (neuf cent quatre-vingt-dix-neuf) en mentionnant certaines propriétés dont, pour ceux qui ne sont pas premiers, leur décomposition en facteurs premiers.

## Entiers de 900 à 909

### 900
- 900 = 22 × 32 × 52,
- l'indicatif téléphonique pour les appels téléphoniques en "premium" dans le Plan de numérotation nord-américain.

### 901
- 901 = 17 × 53.

### 902
- 902 = 2 × 11 × 41,
- un nombre sphénique,
- un nombre nontotient,
- un nombre Harshad,
- l'indicatif téléphonique pour la Nouvelle-Écosse et l’Île-du-Prince-Édouard.

### 903
- 903 = 3 × 7 × 43,
- un nombre sphénique,
- un nombre triangulaire,
- un zéro de la fonction de Mertens.

### 904
- 904 = 23 ×  113,
- un zéro de la fonction de Mertens.

### 905
- 905 = 5 × 181,
- somme de sept nombres premiers consécutifs (109 + 113 + 127 + 131 + 137 + 139 + 149).

### 906
- 906 = 2 × 3 × 151,
- un nombre sphénique,
- un zéro de la fonction de Mertens.

### 907
- un nombre premier,
- le code zone téléphonique pour l'Alaska.

### 908
- 908 = 22 × 227,
- un nombre nontotient.

### 909
- 909 = 32 × 101.

## Entiers de 910 à 919

### 910
- 910 = 2 × 5 × 7 × 13,
- un nombre Harshad,
- un zéro de la fonction de Mertens.

### 911
- un nombre premier de Sophie Germain,
- la somme de trois nombres premiers consécutifs (293 + 307 + 311),
- un nombre d'Eisenstein premier,
- un nombre premier de Chen,
- un nombre décagonal centré,
- le numéro de téléphone de la plupart des services d'urgence (tels que la police ou les pompiers) aux États-Unis et au Canada.

### 912
- 912 = 24 × 3 × 19,
- la somme de quatre nombres premiers consécutifs (223 + 227 + 229 + 233) et de dix nombres premiers consécutifs (67 + 73 + 79 + 83 + 89 + 97 + 101 + 103 + 107 + 109),
- un nombre Harshad,
- Dans l'épisode Tailleurs de pierre des Simpson, Lenny dit à Homer que le numéro d’urgence est le 912.

### 913
- 913 = 11 × 83,
- un nombre de Smith,
- un zéro de la fonction de Mertens,
- Après avoir échappé à la purge des chevaliers Jedi, Obi-Wan Kenobi transmet par le numéro d’appel d’urgence 913.

### 914
- 914 = 2 × 457,
- un nombre nontotient.

### 915
- 915 = 3 × 5 × 61,
- un nombre sphénique,
- un nombre de Smith,
- un nombre Harshad,
- un zéro de la fonction de Mertens.

### 916
- 916 = 22 × 229,
- un nombre nontotient,
- un zéro de la fonction de Mertens.

### 917
- 917 = 7 × 131,
- somme de cinq nombres premiers consécutifs (173 + 179 + 181 + 191 + 193),
- le numéro de modèle de la Porsche 917.

### 918
- 918 = 2 × 33 × 17,
- un nombre de Harshad.

### 919
- un nombre premier permutable,
- un nombre premier cubain,
- un nombre premier de Chen,
- un nombre premier palindrome,
- un nombre hexagonal centré,
- un zéro de la fonction de Mertens.

## Entiers de 920 à 929

### 920
- 920 = 23 × 5 × 23,
- un zéro de la fonction de Mertens.

### 921
- 921 = 3 × 307.

### 922
- 922 = 2 × 461,
- un nombre nontotient,
- un nombre de Smith.

### 923
- 923 = 13 × 71.

### 924
- 924 = 22 × 3 × 7 × 11,
- la somme de deux nombres premiers jumeaux (461 + 463).

### 925
- 925 = 52 × 37,
- un nombre carré centré.

### 926
- 926 = 2 × 463,
- la somme de six nombres premiers consécutifs (139 + 149 + 151 + 157 + 163 + 167),
- un nombre nontotient.

### 927
- 927 = 32 × 103,
- un nombre tribonacci.

### 928
- 928 = 25 × 29,
- la somme de quatre nombres premiers consécutifs (227 + 229 + 233 + 239) et de huit nombres premiers consécutifs (101 + 103 + 107 + 109 + 113 + 127 + 131 + 137).

### 929
- un nombre premier palindrome,
- un nombre premier de Pythagore,
- la somme de neuf nombres premiers consécutifs (83 + 89 + 97 + 101 + 103 + 107 + 109 + 113 + 127),
- un nombre d'Eisenstein premier.

## Entiers de 930 à 939

### 930
- 930 = 2 × 3 × 5 × 31,
- un nombre oblong.

### 931
- 931 = 72 × 19,
- la somme de trois nombres premiers consécutifs (307 + 311 + 313).

### 932
- 932 = 22 × 233.

### 933
- 933 = 3 × 311.

### 934
- 934 = 2 × 467,
- un nombre nontotient.

### 935
- 935 = 5 × 11 × 17,
- un nombre sphénique,
- un nombre Harshad,
- un nombre de Lucas-Carmichael.

### 936
- 936 = 23 × 32 × 13,
- un nombre pyramidal pentagonal,
- un nombre Harshad.

### 937
- un nombre premier de Pythagore,
- un nombre premier de Chen,
- un nombre étoilé,
- un nombre premier cousin avec 941.

### 938
- 938 = 2 × 7 × 67,
- un nombre sphénique,
- un nombre nontotient.

### 939
- 939 = 3 × 313.

## Entiers de 940 à 949

### 940
- 940 = 22 × 5 × 47.

### 941
- un nombre premier de Pythagore,
- un nombre premier de Chen,
- un nombre d'Eisenstein premier,
- la somme de trois nombres premiers consécutifs (311 + 313 + 317) et de cinq nombres premiers consécutifs (179 + 181 + 191 + 193 + 197).

### 942
- 942 = 2 × 3 × 157,
- un nombre sphénique,
- la somme de quatre nombres premiers consécutifs (229 + 233 + 239 + 241),
- un nombre nontotient.

### 943
- 943 = 23 × 41.

### 944
- 944 = 24 × 59,
- un nombre nontotient.

### 945
- 33 × 5 × 7,
- double factorielle de 9,
- nombre de Leyland,
- plus petit nombre semi-parfait primitif impair,
- plus petit nombre abondant impair (la somme de ses diviseurs stricts est 975),
- nombre abondant primitif.

### 946
- 946 = 2 × 11 × 43,
- un nombre sphénique,
- 43e nombre triangulaire, donc 22e nombre hexagonal et 15e nombre ennéagonal centré.

### 947
- un nombre premier équilibré,
- un nombre premier de Chen,
- un nombre d'Eisenstein premier,
- la somme de sept nombres premiers consécutifs (113 + 127 + 131 + 137 + 139 + 149 + 151).

### 948
- 948 = 22 × 3 × 79,
- un nombre nontotient.

### 949
- 949 = 13 × 73.

## Entiers de 950 à 959

### 950
- 950 = 2 × 52 × 19,
- un nombre nontotient,
- un des deux groupes d'identifiants ISBN pour les livres publiés en Argentine.

### 951
- 951 = 3 × 317,
- un nombre pentagonal centré,
- un des deux groupes d'identifiants ISBN pour les livres publiés en Finlande.

### 952
- 952 = 23 × 7 × 17,
- 9-5-2 (en), un jeu de carte similaire au bridge,
- un des deux groupes d'identifiants ISBN pour les livres publiés en Finlande.

### 953
- un nombre premier de Pythagore,
- un nombre premier de Sophie Germain,
- un nombre premier de Chen,
- un nombre d'Eisenstein premier,
- un nombre heptagonal centré,
- un identifiant du groupe ISBN pour les livres publiés en Croatie.

### 954
- 954 = 2 × 32 × 53,
- la somme de dix nombres premiers consécutifs (73 + 79 + 83 + 89 + 97 + 101 + 103 + 107 + 109 + 113),
- un nombre nontotient,
- un nombre Harshad,
- un identifiant du groupe ISBN pour les livres publiés en Bulgarie.

### 955
- 955 = 5 × 191,
- un identifiant du groupe ISBN pour les livres publiés au Sri Lanka.

### 956
- 956 = 22 × 239,
- un identifiant du groupe ISBN pour les livres publiés au Chili.

### 957
- 957 = 3 × 11 × 29,
- un nombre sphénique,
- un des deux identifiants du groupe ISBN pour les livres publiés à Taïwan et en Chine.

### 958
- 958 = 2 × 479,
- un nombre nontotient,
- un nombre de Smith,
- l’identifiant du groupe ISBN pour les livres publiés en Colombie.

### 959
- 959 = 7 × 137,
- un identifiant du groupe ISBN pour les livres publiés à Cuba.

## Entiers de 960 à 969

### 960
- 960 = 26 × 3 × 5,
- la somme de six nombres premiers consécutifs (149 + 151 + 157 + 163 + 167 + 173),
- un nombre Harshad,
- un identifiant du groupe ISBN pour les livres publiés en Grèce.

### 961
- 961 = 312,
- la somme de trois nombres premiers consécutifs (313 + 317 + 331) et de cinq nombres premiers consécutifs (181 + 191 + 193 + 197 + 199),
- un nombre octogonal centré,
- un identifiant du groupe ISBN pour les livres publiés en Slovénie.

### 962
- 962 = 2 × 13 × 37,
- un nombre sphénique,
- un nombre nontotient,
- un des deux identifiants du groupe ISBN pour les livres publiés à Hong Kong.

### 963
- 963 = 32 × 107,
- la somme des vingt-quatre premiers nombres premiers,
- un identifiant du groupe ISBN pour les livres publiés en Hongrie.

### 964
- 964 = 22 × 241,
- la somme de quatre nombres premiers consécutifs (233 + 239 + 241 + 251),
- un nombre nontotient,
- un identifiant du groupe ISBN pour les livres publiés en Iran.

### 965
- 965 = 5 × 193,
- un identifiant du groupe ISBN pour les livres publiés en Israël.

### 966
- 966 = 2 × 3 × 7 × 23,
- la somme de huit nombres premiers consécutifs (103 + 107 + 109 + 113 + 127 + 131 + 137 + 139),
- un nombre Harshad,
- un des deux identifiants du groupe ISBN pour les livres publiés en Ukraine.

### 967
- un nombre premier,
- un des deux identifiants du groupe ISBN pour les livres publiés en Malaisie.

### 968
- 968 = 23 × 112,
- un nombre nontotient,
- un des deux identifiants du groupe ISBN pour les livres publiés au Mexique.

### 969
- 969 = 3 × 17 × 19,
- un nombre sphénique,
- un nombre ennéagonal,
- un nombre tétraédrique,
- un identifiant du groupe ISBN pour les livres publiés au Pakistan.

## Entiers de 970 à 979

### 970
- 970 = 2 × 5 × 97,
- un nombre sphénique,
- un des deux identifiants du groupe ISBN pour les livres publiés au Mexique.

### 971
- un nombre premier de Chen,
- un nombre d'Eisenstein premier,
- un identifiant du groupe ISBN pour les livres publiés aux Philippines,
- le numéro du département français de la Guadeloupe.

### 972
- 972 = 22 × 35,
- un nombre Harshad,
- un des deux identifiants du groupe ISBN pour les livres publiés au Portugal,
- le numéro du département français de la Martinique.

### 973
- 973 = 7 × 139,
- un identifiant du groupe ISBN pour les livres publiés en Roumanie,
- le numéro du département français de la Guyane.

### 974
- 974 = 2 × 487,
- un nombre nontotient,
- un identifiant du groupe ISBN pour les livres publiés en Thaïlande,
- le numéro du département français de La Réunion.

### 975
- 975 = 3 × 52 × 13,
- un identifiant du groupe ISBN pour les livres publiés en Turquie,
- le numéro de la collectivité territoriale française de Saint-Pierre-et-Miquelon.

### 976
- 976 = 24 × 61,
- un nombre décagonal,
- un identifiant du groupe ISBN pour les livres publiés au Antigua-et-Barbuda, Bahamas, Barbade, Belize, Îles Caïmans, Dominique, Grenade, Guyana, Jamaïque, Montserrat, Saint-Christophe-et-Niévès, Sainte-Lucie, Saint-Vincent-et-les-Grenadines, Trinité-et-Tobago, et les Îles Vierges britanniques,
- le numéro du département français de Mayotte.

### 977
- un nombre premier de Pythagore,
- un nombre premier de Chen,
- un nombre d'Eisenstein premier,
- somme de neuf nombres premiers consécutifs (89 + 97 + 101 + 103 + 107 + 109 + 113 + 127 + 131),
- un nombre strictement non palindrome,
- un identifiant du groupe ISBN pour les livres publiés en Égypte,
- le numéro de la collectivité territoriale française de Saint-Barthélemy.

### 978
- 978 = 2 × 3 × 163,
- un nombre sphénique,
- un nombre nontotient,
- un identifiant du groupe ISBN pour les livres publiés au Nigeria,
- le numéro de la collectivité territoriale française de Saint-Martin.

### 979
- 979 = 11 × 89,
- un identifiant du groupe ISBN pour les livres publiés en Indonésie.

## Entiers de 980 à 989

### 980
- 980 = 22 × 5 × 72,
- un identifiant du groupe ISBN pour les livres publiés au Venezuela.

### 981
- 981 = 32 × 109,
- un des deux identifiants du groupe ISBN pour les livres publiés à Singapour.

### 982
- 982 = 2 × 491,
- un identifiant du groupe ISBN pour les livres publiés aux Îles Cook, Fidji, Kiribati, Iles Marshall, États fédérés de Micronésie, Nauru, Nouvelle-Calédonie, Niue, Palaos, Îles Salomon, Tokelau, Tonga, Tuvalu, Vanuatu, Samoa.

### 983
- un nombre premier sûr,
- un nombre premier de Chen,
- un nombre d'Eisenstein premier,
- un nombre de Wedderburn-Etherington,
- un nombre strictement non palindrome,
- un des deux identifiants du groupe ISBN pour les livres publiés en Malaisie.

### 984
- 984 = 23 × 3 × 41,
- un identifiant du groupe ISBN pour les livres publiés au Bangladesh.

### 985
- 985 = 5 × 197,
- la somme de trois nombres premiers consécutifs (317 + 331 + 337),
- un nombre de Fibonacci,
- un nombre de Markov,
- un nombre de Pell,
- un nombre de Smith,
- un des deux identifiants du groupe ISBN pour les livres publiés en Biélorussie.

### 986
- 986 = 2 × 17 × 29,
- un nombre sphénique,
- un nombre nontotient,
- un des deux identifiants du groupe ISBN pour les livres publiés à Taïwan et en Chine.

### 987
- 987 = 3 × 7 × 47,
- un des deux identifiants du groupe ISBN pour les livres publiés en Argentine.

### 988
- 988 = 22 × 13 × 19,
- la somme de quatre nombres premiers consécutifs (239 + 241 + 251 + 257),
- un nombre nontotient,
- un des deux identifiants du groupe ISBN pour les livres publiés à Hong Kong.

### 989
- 989 = 23 × 43,
- un des deux identifiants du groupe ISBN pour les livres publiés au Portugal.

## Entiers de 990 à 999

### 990
- 990 = 2 × 32 × 5 × 11,
- la somme de six nombres premiers consécutifs (151 + 157 + 163 + 167 + 173 + 179),
- un nombre triangulaire,
- un nombre Harshad.

### 991
- un nombre premier permutable,
- un nombre premier de Chen,
- somme de cinq nombres premiers consécutifs (191 + 193 + 197 + 199 + 211) et de sept nombres premiers consécutifs (127 + 131 + 137 + 139 + 149 + 151 + 157).

### 992
- 992 = 25 × 31,
- un nombre oblong,
- un nombre nontotient,
- le nombre de structures de la sphère exotique en 11 dimensions.

### 993
- 993 = 3 × 331.

### 994
- 994 = 2 × 7 × 71,
- un nombre sphénique,
- un nombre nontotient.

### 995
- 995 = 5 × 199.

### 996
- 996 = 22 × 3 × 83.

### 997
- un nombre premier de Pythagore,
- un nombre strictement non palindrome.

### 998
- 998 = 2 × 499,
- un nombre nontotient.

### 999
- 999 = 33 × 37,
- un nombre de Kaprekar,
- un nombre Harshad.
- Dans certaines parties du monde, telles que le Royaume-Uni et les pays du Commonwealth, 999 (prononcé comme 9-9-9) est le numéro de téléphone d'urgence ; il est rapidement complété en 2004, par le numéro de téléphone d'urgence international 1-1-2 et le numéro nord-américain 9-1-1.
- 999 fut aussi le nom d'un groupe londonien de punk actif pendant les années 1970.